# Адитивни ефекти
Адитивни ефекти су ефекти две или више дрога на корисника, које при истовременој конзумацији резултују у појачаном или другачијем одговору тела и психе него када се узимају одвојено. Могу подстаћи зависност услед комбиноване адитивности двеју или више супстанци.